# Tandguld

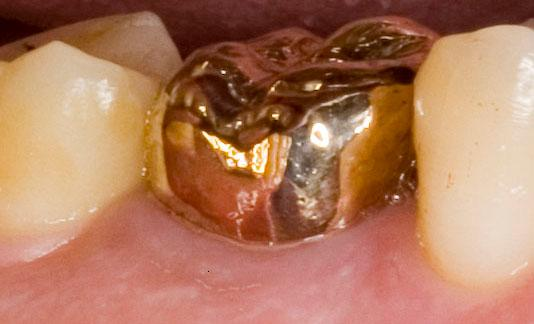
Tandkrona i guld.

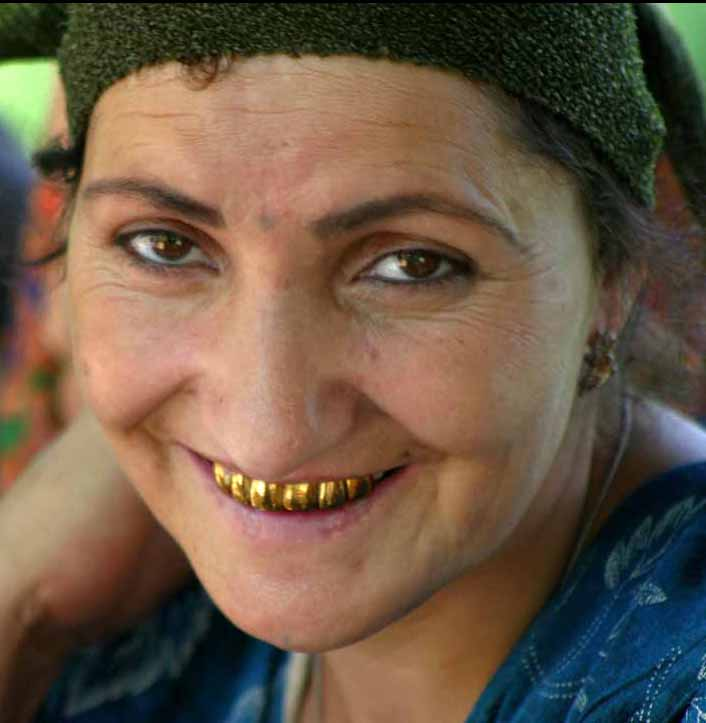
En kvinna med guldtänder.

Tandguld är tandproteser i guld. Guld är ett av de material som först användes till tandproteser och även om det delvis har ersatts av andra material, förekommer det fortfarande av kosmetiska skäl samt på vissa indikationer. Fördelarna med guld som fyllnadsmaterial är att det går att göra väldigt tunt, är resistent mot syra samt är hållbart.